# Steinkreis von Castlehowe Scar

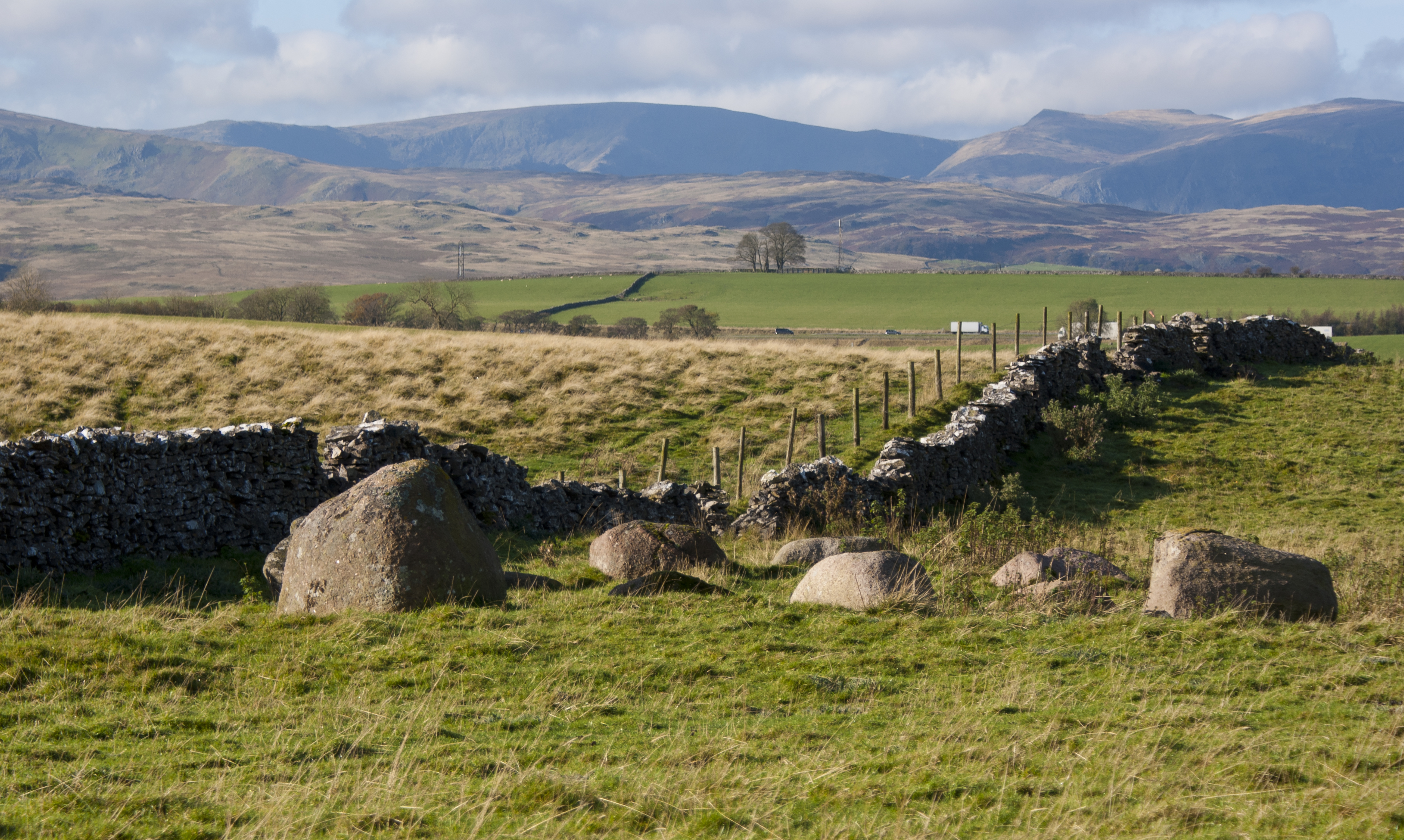
Castlehowe Scar

Der Steinkreis von Castlehowe Scar ist ein bronzezeitlicher Steinkreis östlich von Shap in Cumbria in England. Er steht auf einem Land, das sanft nach Westen zum Tal des Lowther abfällt.
Castlehowe Scar ist ein ovaler Kreis von 5,0 bis 7,0 Meter Durchmesser aus klobigen Granitsteinen, die entweder zu einem kleinen Steinkreis gehören oder die Randsteine eines Ring Cairns sind, der seiner kleineren Cairnsteine beraubt wurde. Die zehn verbliebenen Steine variieren in der Größe. Sie erinnern an die Kreise Little Meg bei Langwathby (Cumbria) und Kemp Howe beim Dorf Shag (Cumbria), der von einer Eisenbahnlinie durchschnitten wurde.
In der Nähe liegen die Steinreihe von Castlehowe Scar, der Goggleby Stone der Thunder Stone und der Steinkreis von Oddendale.